# テレ遊びパフォー!
『パフォー!』は、NHK総合テレビジョンおよび衛星第2テレビジョンで放送されていたバラエティー番組。

## 概要
2008年4月2日未明（1日深夜）放送開始。番組開始時から1年間の番組タイトルは『テレ遊び パフォー!』。
NHKではそれまでにも、『着信御礼!ケータイ大喜利』や『Shibuya Deep A』、『金曜かきこみTV』とその後継『土曜かきこみTV』など、放送とインターネットの融合のあり方を探る番組を制作してきたが、それらはいずれも扱うネタの媒体が“文字”“言葉”であった。これらの番組で築かれたシステムは、『NHK紅白歌合戦』における“ケータイ審査員”システムなどに活用され、ほぼ完成の域に達しつつある。
そこで、次の段階として、テレビジョン放送本来の性質である“動画”を切り口に、放送とネットの融合を目指したシステム作りを行うことを主眼として、この番組が企画された。
システムとしては、PC用ホームページ上に投稿システムを設け、視聴者は予め設定されたテーマに沿った内容のオリジナル動画、写真、イラスト等を投稿するように設定されていて、視聴者は気に入った投稿作品に投票したりコメントを入れたりできるがコメントは番組スタッフがチェックしており、誹謗中傷や番組と無関係のコメントなどは掲載されないテーマ以外のジャンルの作品、例として、小論文、川柳などの文芸作品なども「マイパフォー」としてホームページに掲載されることもある。これらの中から、番組が“パフォーマスター”と呼ぶ各界の第一人者たちが気になる投稿を選び出し、更に厳選された者だけが、各マスターの企画、指導、アドバイスを経て「完成度」を高められスタジオに送り出され、ようやく全国放送でパフォーマンスを披露できるスタイルとなっている。各マスターの企画にはマスター及び番組スタッフの個人的志向が強く反映されていて視聴者の投稿作品への投票数などは、ほとんど評価されない（パフォー!番組ホームページ内掲示板のコメント No.090及びNo.092を参照）。これには、ホームページ上において、視聴者が作品に対して無制限に多数、自身あるいは他の投稿者の作品に何回でも投票できるという根本的なシステム設定も影響している（パフォー!番組ホームページ内掲示板のコメント No.266及びNo.267を参照）。
このような点に対して一日当たりの個人の投票数について制限をかける対処が、なされたこともあるが、諸般の事情、投票数の激減などの理由で短期間で、それは旧に復された（パフォー!番組ホームページ内掲示板のコメント No.030及びNo.032を参照。2008年9月時点）。公明正大なシステムとするため、YouTubeやニコニコ動画同様、ページビューをカウントする方式を求める声もあった。また、ホームページ上でのステージとも言うべき「今日のイチオシ」の作品も番組スタッフ達の主観で選択される（パフォー!番組ホームページ内投稿作品ID:35_10373における番組スタッフのコメントを参照）。なお、著作権保護システムの確立に時間がかかることもあり、開始当初はパソコンからの投稿に限られ、携帯電話からの投稿はできなかったが、順次システムの改良を重ね、一部企画については携帯電話からもエントリーできるようになった。
これら番組のシステムについて紹介するため、パイロット番組として、『テレ遊びパフォー! ただいま開店準備中スペシャル』が、2008年3月9日0時10分（8日深夜）から30分間放送された。
なお、英国でもBBCが同種の番組をNHKに先駆けて放送しており、いわばそれを参考にして日本版を制作したともいえる。カナダのCBC（カナダ放送協会）でも2002年からインターネットを使って投稿された動画を紹介する番組『ZeD』が放送されていた（アングラ的な雰囲気の中で司会役がコメントをして動画を流すスタイルであった。インターネットサイトからも視聴でき世界中から注目されていた）。
番組進行形態は公開スタジオでのパフォーマンス披露部分と、それを別室で見るキング・テリー（テリー伊藤）の部屋の部分とに分かれている。
なお、2009年度は、『EYES』枠そのものが見直され、BSメインに移行し、総合テレビは『ケータイ大喜利』との隔週交替放送体制に変更。タイトル自体も『パフォー!』に改められた。『EYES』枠のテレビ放送として、インターネットを放送と融合させ、日本放送界において一歩先を行く先進性を発揮し、新しい才能、文化を送り出して行こうという挑戦があったが、成功していたか否かには疑問を呈する者もいる。
しかし番組からは、辻有沙や男鎌田真吾、beatsick.jp、前田けゑ、柳瀬式、ポール・バラードなどといった名物一般投稿者も輩出された。動画投稿パフォーマーたちの登竜門的位置づけになっているとの声もある。また2009年度は、中京テレビ制作・日本テレビ系列の一般参加型ダンス番組「スーパーチャンプル」終了に伴い、大量のダンスパフォーマーたちの投稿の受け皿としての呼び声も高かった。

## 放送時間

### 2008年度
総合テレビ　水曜 0:10 - 0:40（火曜深夜）
難視聴対策放送
BS 2　木曜 2:30 - 3:00（水曜深夜）

### 2009年度
2009年度版は、2段構えでの放送となる。
BS 2　原則毎月曜 22:55 - 23:25
BS hi　原則毎水曜 17:00 - 17:30
BS版は、予選扱いとなり、全編キングの部屋からの放送となる。
総合テレビ　原則第2・第4日曜 0:00 - 0:30（土曜深夜）
総合版は、BS版で選ばれたパフォーマーの発表の場となる。

## 出演者
- スタジオ進行
  - 2008年度：ペナルティ、大沢あかね
  - 2009年度（総合のみ）：つるの剛士、はんにゃ
- パフォーキング：テリー伊藤
- キングの秘書：小林千恵アナウンサー
2008年11月2日未明『着信御礼!ケータイ大喜利』に出演。そこで番組を“乗っ取り”、この番組を盛んにPRした。

### パフォーマスター
（分野）は、それぞれが担当する分野。順不同。
- マーティ・フリードマン（音楽）
- 寺岡呼人（音楽）
- スネオヘアー（音楽）
- 菊地成孔（音楽）
- Do As Infinity（音楽）2009年度より登場
- TRF(SAM ETSU CHIHARU)（ダンス）
- MIKIKO（ダンス）2009年度より登場　*Perfumeの振付を担当
- 電撃チョモランマ隊（ダンス）
- 近藤良平（コンドルズ）（ダンス）
- TOMOKO（ダンス）
- ひとりでできるもん（ダンス）
- 康本雅子（ダンス）
- 前田政二（ユーモア）漫才虎の穴
- 柏田眞志（ユーモア）漫才虎の穴
- マギー（ユーモア）西遊記
- がーまるちょば（ユーモア）パントマイム
- みうらじゅん[2]（アート）怪獣をデザイン
- 三池崇史（アート）あっと驚くショートムービー
- 平間至（アート）わたしの大好き・音楽を感じる一枚
- 合田経郎（アート）どーもくんの友達
- 遠藤憲昭（アート）Tシャツ・エコバッグ
- ラレコ（アート）ウェブアニメ
- 鈴木光司（エトセトラ）文学
- 桜庭一樹（エトセトラ）文学　2009年度より登場
- 辻口博啓（エトセトラ）スイーツ

- なお、「キング」テリー自身もパフォーマスターである。

## イベント
2008年8月15日に、NHK近くにあるSHIBUYA-AXにて番組イベント『真夏の祭典 Paphooo Festival 2008』（通称・夏フェス）を行った（7月8日の番組内にて告知。番組HP内の情報）。

## スタッフ

### プロデューサー
- 大古滋久（2008年4月 - 2009年6月）
- 川野良太（2009年6月 - 2010年3月）

### ディレクター
- 亀井華子
- 神原一光

## 関連番組
- イツザイ